# Advisory Committee of Experts on Slavery
Advisory Committee of Experts on Slavery (ACE) var en permanent kommitté hos Nationernas förbund (NF), bildad 1933. Dess syfte var att undersöka och motarbeta förekomsten av slaveri och slavhandel globalt. Det var den första permanenta kommittén mot slaveri hos NF. 

## Historik

### Bakgrund och grundande
NF hade sedan länge ett pågående arbete mot slaveri och slavhandel. Det hade tidigare funnits kommittéer mot slaveri, men dessa hade varit tillfälliga. Det ansågs finnas ett behov för en permanent kommitté för frågan. Dess bakgrund var Committe of Experts on Slavery vid Nationernas förbund, som hade bildats 1932, och som i sin tur bildade Advisory Committee of Experts on Slavery (ACE) 1933. ACE invigdes formellt vid sitt första möte 1934. 
George Maxwell blev känd som en ledande medlem av ACE, och spelade en viktig roll som ACE:s representant i undersökningen om slaveriet.

### Verksamhet
ACE möttes varje år och höll fem möten mellan 1934 och 1938. Den begärde in rapporter från samtliga kolonialvälden och medlemmar av NF om alla förekomster av slaveri och slavhandel inom deras territorier, som medlemmarna av NF i egenskap av lydande under 1926 Slavery Convention förväntades motarbeta. 
Vid denna tidpunkt var slaveri fortsatt lagligt på den arabiska halvön, som försågs med slavar genom slavhandeln på röda havet och slavhandeln på indiska oceanen. Den trans-sahariska slavhandeln förekom fortfarande. 
ACE uppnådde viss framgång. 1937 förbjöds slaveri i Bahrain tack vare ACE. 
ACE drog 1938 slutsatsen att slavräder hade upphört, slavhandel var obetydligt, slaveriet i Adenprotektoratet och Persiska gulfen var under kontroll, och Saudiarabien och Jemen var hopplösa fall.  
I februari 1939 beslöts att ACE:s sjätte möte skulle skjutas upp, men på grund av andra världskrigets utbrott 3 september 1939 upphörde ACE:s verksamhet.

### Efterspel
ACE:s sammanställning av globalt slaveri lade grunden för FN:s fortsatte arbete mot slaveri. 
NF:s arbete mot slaveri togs upp under ledning av Greenidge från Anti-Slavery Society efter tre års lobbande då FN skapade FN:s Ad hoc committee on Slavery 1950-1951, som sammanställdes 1949, invigdes vid Lake Success i februari 1950    och lämnade in sin rapport till ECOSOC; denna publicerades 1953, vilken under ledning av Charles Wilton Wood Greenidge ledde till skrivandet av en konvention 1954, som sedan infördes som Supplementary Convention on the Abolition of Slavery 1956.